# Ламасон
Ламасон (ісп. Lamasón) — муніципалітет в Іспанії, у складі автономної спільноти Кантабрія. Населення — 318 осіб (2009).
Муніципалітет розташований на відстані близько 320 км на північ від Мадрида, 60 км на південний захід від Сантандера.
На території муніципалітету розташовані такі населені пункти: Буріо, Сірес, Лафуенте, Лос-Пумарес, Кінтанілья, Ріо, Собрелапенья (адміністративний центр), Вента-Фреснедо.

## Демографія
Динаміка населення (INE ):

## Галерея зображень

Розташування муніципалітету